# Microsoft PlaysForSure
Microsoft PlaysForSure是一種認證標誌，由微軟發給能與Microsoft Windows相容，並支援微軟數位著作權管理（DRM）的媒體播放器。用意為提示消費者該数字音频播放器或視訊播放器能播放的音频和視频格式類型。PlaysForSure標誌使用在數位音樂播放器與便携视频播放器的包裝上，以及與PlaysForSure相容的線上音樂商店。

## 概要
此標誌證明該裝置可以播放使用Windows Media Player第10版的数字版权管理方案Windows Media DRM錄製的Windows Media Audio（WMA）或Windows Media Video（WMV）檔案。這代表著必須支援「Janus」（WMDRM-PD）。
許多線上音樂商店都銷售此種格式的數位媒體，而廣受歡迎的iTunes Store（iTunes商店）則是使用另一種與之競爭的格式（AAC+FairPlay DRM）。iTunes Store中的檔案皆使用「FairPlay」DRM技術加密，而非PlayForSure產品使用的Windows Media DRM。由於格式的不同，從iTunes Store購買的檔案無法在PlaysForSure的裝置上播放。同樣的，蘋果電腦（Apple）廣受歡迎的個人音樂播放器iPod以及iTunes皆不支援Windows Media的檔案。
通過PlaysForSure認證，使用媒體傳輸協定（MTP）或USB大量存取裝置規格（MSC）的裝置可以播放帶有DRM的Windows Media Audio檔案。

## 支援PlaysForSure的硬體廠商
- Archos
- 創新科技（Creative Labs）
- iRiver
- RCA
- 三星（Samsung）
- SanDisk
- 東芝（Toshiba）

## 批評
PlayForSure的裝置在與Windows Media Player連接時，僅會顯示出Windows Media Player能夠播放的音樂（或影片）檔案，而非裝置能夠播放的檔案。因此使用者可能會認為是他們的裝置不支援非微軟的音訊格式（例如：Ogg Vorbis格式），但實際上卻是Windows Media Player不支援那些格式。而Windows Media Player也不會將那些歌曲傳送到可攜式裝置中。
在最近的一個訴訟事件中，對於微軟在「可攜式裝置授權協議」中使用的文字提出了嚴厲批評。該協議內容規範與Windows Media Player相容的可攜式裝置製造商，禁止他們使用非微軟的音訊編碼格式。而微軟表明這份用詞不當的的協議，是因為一位年輕的微軟員工疏忽出錯所造成。並在法官的指示下，迅速修正他們用詞失當的許可協議內容。
由於引進PlaysForSure和媒體傳輸協定（Media Transfer Protocol），可攜式裝置製造商能獲得額外的媒體傳輸和音樂管理軟體。如果有夠多的製造商加入，開發費用和裝置之間的差異性都會降低。開發費用的降低能讓消費者受益，但也會減少產品的選擇性，甚至可能造成壟斷。
過去在連接裝置時，電腦中會顯示裝置為「USB大量存取裝置」。而新的媒體傳輸協定（Media Transfer Protocol；MTP），則有一些使用者認為較以前的方式不便許多。以前大部分的系統不需額外的軟體就能支援這類裝置，但是不論所連接的裝置實際功能，卻都以類似硬碟的「USB大量儲存裝置」（MSC）形態出現。而新的MTP則允許裝置在作業系統中以媒體播放器、相機、電話等形態出現。此外也有使用者擔心MTP也無法讓使用者如同MSC利用裝置進行檔案的共享，但實際上並非如此。Windows Vista特別針對MTP進行了加強，讓傳輸檔案的方式與MSC相同。
微軟的Zune發表時，因為證實了「Zune不兼容來自PlaysForSure零售商的媒體 （页面存档备份，存于）」而造成嘩然。

## 移除
有某些工具程式能解除Windows Media的DRM限制。其中一個例子是「FairUse4WM」。

## 外部連結
- PlaysForSure官方網站 （页面存档备份，存于）（英文）